# Tris(idrossimetil)amminometano cloridrato
Il tris(idrossimetil)amminometano cloridrato è il sale dell'acido cloridrico e di un amminoalcol.
A temperatura ambiente si presenta come un solido bianco inodore.

## Sintesi
Tre moli di formaldeide si addizionano a una di nitrometano per effettuare una reazione aldolica. Successivamente il gruppo nitro è il ridotto a gruppo amminico.

## Proprietà chimiche
Il TRIS in biochimica, biologia molecolare, microbiologia e per scopi farmaceutici è ampiamente utilizzato per preparare soluzioni tampone. Con una pKa 8,2 ( a 20 °C) il TRIS ha una buona capacità tampone tra pH 7,2 e 9,0. Tuttavia, esso mostra una relativamente forte dipendenza dalla temperatura della costante acida (ΔpKa = -0,031 K−1). Ciò significa che con il raffreddamento il pH aumenta mentre diminuisce in seguito a riscaldamento.

## Analisi quantitativa
Il saggio di TRIS, essendo una base acquosa debole, se accoppiato al rosso di metile è usato come indicatore dell'acido cloridrico.
Come derivato dell'etanolammina è con la reazione di Chen-Kao. La sostanza con soda caustica e solfato di rame (II) (CuSO4) viene aggiunto (colorazione blu-violetto colorazione)

## Utilizzi

### Agente tampone in biochimica
La sostanza è molto popolare presso molti biologi (soprattutto biologi molecolari) perché non mostra effetti inibitori su enzimi, e per questo è particolarmente adatto per esperimenti in vitro. Il TRIS è un componente tampone standard per soluzioni di DNA. Siccome il TRIS ha un gruppo amminico primario reattivo, risulta non sempre adatto come tampone per alcune applicazioni chimiche.

### Eccipiente nel farmaceutico
Come trometamolo è utilizzato in vari dosaggi farmaceutici come iniezioni e soluzioni infusionali, colliri, creme e gel come eccipiente come stabilizzante. Inoltre ha un'azione alcalinizzante e tamponante.